# Albert Forster
Albert Maria Forster (Fürth, 26 luglio 1902 – Varsavia, 28 febbraio 1952) è stato un politico e generale tedesco.

## Biografia
Forster frequentò il Ginnasio umanistico a Fürth, la sua città natale, dal 1912 al 1920. Divenne membro del Sturmabteilung locale nel 1923 e incontrò molti nazisti, tra cui Erich Ludendorff e Adolf Hitler, con i quali si alleò. Venne arrestato il 26 febbraio 1924 nella Corte di Monaco, dopo il colpo di stato di Hitler del novembre 1923. Nel 1930 fu eletto deputato al Reichstag e nell'ottobre dello stesso anno fu nominato Gauleiter della Città Libera di Danzica; assieme a Arthur Greiser portò alla crisi più profonda la questione della città di Danzica.
Il 10 agosto 1939 Forster aveva iniziato l'ultima fase della crisi, pronunciando un discorso davanti a 60.000 persone ed annunciando il prossimo ritorno di Danzica alla Germania; il giorno successivo accompagnò Carl Burckhardt, Alto Commissario di Danzica per la Società delle Nazioni, per un incontro con Hitler all'Obersalzberg. Il 1º settembre 1939, poche ore dopo l'inizio dell'invasione tedesca della Polonia, Forster inviò un telegramma di felicitazioni a Hitler, dove veniva scritto:
Nel 1945 si rifugiò presso la zona d'occupazione britannica della Germania; successivamente, i britannici lo consegnarono alle autorità polacche, che lo processarono per crimini contro l'umanità. Recluso nella prigione Mokotów a Varsavia, nel 1948 venne riconosciuto colpevole e condannato a morte. Dopo la sentenza, presentò una domanda di grazia al presidente polacco August Zaleski, che il 21 febbraio 1952 la rifiutò; una settimana dopo, venne impiccato. La moglie di Forster, che aveva sentito il marito l'ultima volta nel 1949, non fu informata dell'esecuzione fino al 1954.